# Videografia de Paula Fernandes
A discografia de vídeos da cantora e compositora brasileira Paula Fernandes consiste em quatro Álbuns ao vivo, sete Álbuns de videos e trinta e oito vídeos.

## Álbuns ao vivo
| Detalhes do álbum | Melhores posições atingidas | Melhores posições atingidas | Certificações                        |
| Detalhes do álbum | BRA                         | POR                         | Certificações                        |
| --- | --------------------------- | --------------------------- | ------------------------------------ |
| Ao Vivo - Lançamento: 4 de fevereiro de 2011 - Gravadora: Universal Music - Formato(s): CD, download digital                       | 1                           | 1                           | - PMB: 2× Diamante - AFP: 3× Platina |
| Multishow ao Vivo: Um Ser Amor - Lançamento: 22 de outubro de 2013 - Gravadora: Universal Music - Formato(s): CD, download digital | 1                           | 2                           |                                      |
| Amanhecer Ao Vivo - Lançamento: 30 de setembro de 2016 - Gravadora: Universal Music - Formato(s): CD, download digital             | 10                          | 15                          |                                      |
| Origens - Lançamento: 26 de julho de 2019 - Gravadora: Universal Music - Formato(s): CD, download digital                          | 2                           | —                           |                                      |

## Álbuns de Vídeos (DVDs)
| Detalhes do álbum                                                                                                 | Certificações                  |
| --- | ------------------------------ |
| Ao Vivo - Lançamento: 4 de fevereiro de 2011 - Gravadora: Universal Music - Formato(s): DVD                       | - PMB: Diamante - AFP: Platina |
| Multishow ao Vivo: Um Ser Amor - Lançamento: 22 de outubro de 2013 - Gravadora: Universal Music - Formato(s): DVD | - PMB: 2× Platina              |
| Encontros pelo Caminho - Lançamento: 23 de setembro de 2014 - Gravadora(s): Universal Music - Formato(s): DVD     | - PMB: Ouro - AFP: Ouro        |
| Amanhecer Ao Vivo - Lançamento: 30 de setembro de 2016 - Gravadora: Universal Music - Formato(s): DVD             |                                |
| Origens - Lançamento: 26 de julho de 2019 - Gravadora: Universal Music - Formato(s): DVD                          |                                |
| 11:11 - Lançamento: 7 de abril de 2023 - Gravadora: Universal Music - Formato(s): DVD                             |                                |
| Qual Amor Te Faz Feliz? - Lançamento: 2024 - Gravadora: Virigin Music - Formato(s): DVD                           |                                |

## DVDs de Remixeres
| Álbum            | Detalhes do álbum                                                                                |
| ---------------- | ------------------------------------------------------------------------------------------------ |
| 11:11 (Acústico) | - Lançamento: 7 de abril de 2023 - Gravadora: Universal Music - Formato(s): CD, download digital |

## Filmografia
| Ano  | Programa                      | Personagem                   | Nota                              | Ref    |
| ---- | ----------------------------- | ---------------------------- | --------------------------------- | ------ |
| 2005 | América                       | Ela Mesma                    | Capítulo de 14 de março de 2005   | [ 11 ] |
| 2011 | A Turma do Didi               | Ela Mesma                    |                                   |        |
| 2012 | Cheias de Charme              | Ela Mesma                    | Capítulos 138 e 139               | [ 12 ] |
| 2013 | Salve Jorge                   | Ela mesma                    | Capítulo 142                      | [ 13 ] |
| 2014 | Sai do Chão!                  | Apresentadora                | 1ª temporada                      | [ 14 ] |
| 2015 | Malhação                      | Ela Mesma                    | Capítulo 154 e 155                | [ 15 ] |
| 2018 | Deus Salve o Rei              | Beatriz, Princesa de Lúngria |                                   | [ 16 ] |
| 2018 | Vai Que Cola                  | Ela Mesma                    | Episódio nº 200 - 6ª Temporada    | [ 17 ] |
| 2018 | Autênticas                    | Ela Mesma                    | Programa (GNT)                    |        |
| 2020 | Sertanejo: A Trilha do Brasil | Ela Mesma                    | Série (CNN)                       |        |
| 2021 | É o Amor: Família Camargo     | Ela Mesma                    | Série documental original Netflix |        |

## Vídeos musicais (Clipes)
| Ano  | Título                                                     | Diretor          |
| ---- | ---------------------------------------------------------- | ---------------- |
| 2008 | "Meu Eu em Você"                                           |                  |
| 2008 | "Quero Sim"                                                |                  |
| 2009 | "Chuva Chover"                                             |                  |
| 2010 | "Jeito de Mato" (com Almir Sater)                          |                  |
| 2012 | "Long Live" (com Taylor Swift)                             | Eduardo Levy     |
| 2012 | "Eu Sem Você"                                              | Eduardo Levy     |
| 2012 | "Cuidar Mais de Mim"                                       | Gringo Cardia    |
| 2013 | "Se o Coração Viajar"                                      | Eduardo Levy     |
| 2014 | "You're Still the One"                                     | Eduardo Levy     |
| 2015 | "Pegando Lágrimas"                                         | Márcio Monteiro  |
| 2015 | "Depois"                                                   | Márcio Monteiro  |
| 2015 | "A Paz Desse Amor"                                         | Fabiano Pierri   |
| 2016 | "Piração"                                                  | Conrado Almada   |
| 2016 | "Amanhecer"                                                | Conrado Almada   |
| 2017 | "Traidor"                                                  | Bruno Fioravanti |
| 2018 | "Beijo Bom"                                                |                  |
| 2020 | "Chorona" (Mano Walter com Paula Fernandes)                |                  |
| 2021 | "Promessinha"                                              | Gabriel Pascoal  |
| 2021 | "Amor em Excesso" (Marcus Menna com Paula Fernandes)       |                  |
| 2021 | "Grande Amore" (Il Volo com Paula Fernandes)               |                  |
| 2022 | "Ainda Não Tô Pronta" (Mari Fernandez com Paula Fernandes) |                  |
| 2022 | "Pedra e Água" (Lauana Prado com Paula Fernandes)          |                  |
| 2022 | "Paredão" (Zé Vaqueiro com Paula Fernandes)                |                  |
| 2022 | "Me Ensina" (Dilsinho com Paula Fernandes)                 |                  |
| 2023 | "Amor Simprão" (Bruna Viola com Paula Fernandes)           |                  |

Foram lançados vários videoclipes oficiais presentes em DVDs de clipes da cantora sertaneja em seu canal oficial do YouTube.
Dentre eles destacam-se Antigo Novo Amor, Bloqueia Meu Zap, Ciúmes Demais e Por Nós Dois.